# Antonín Procházka (voleibol)
Antonín Procházka (Brno, 3 de abril de 1942) é um ex-jogador de voleibol da República Tcheca que competiu pela Tchecoslováquia nos Jogos Olímpicos de 1968.
Em 1968, ele fez parte da equipe tchecoslovaca que conquistou a medalha de bronze no torneio olímpico, no qual participou de oito partidas.